# Arrondissements du Tarn

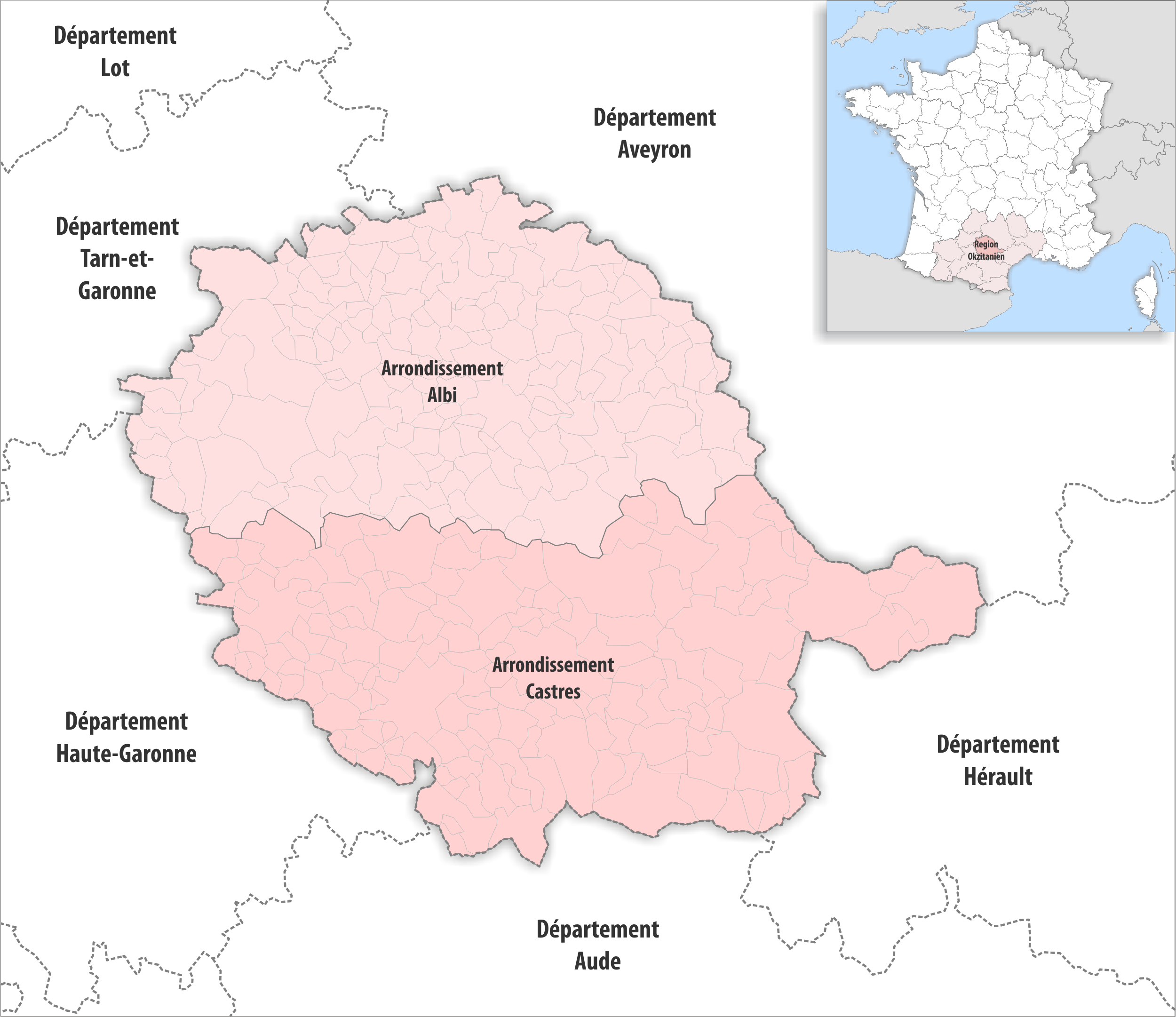
Les arrondissements du Tarn en 2019.

Le département du Tarn comprend deux arrondissements.

## Composition
| Nom                       | Code Insee | Superficie (km2) | Population (dernière pop. légale) | Densité (hab./km2) | Modifier             |
| ------------------------- | ---------- | ---------------- | --------------------------------- | ------------------ | -------------------- |
| Arrondissement d'Albi     | 811        | 2 731,70         | 197 448 (2022)                    | 72                 | modifier les données |
| Arrondissement de Castres | 812        | 3 026,20         | 198 720 (2022)                    | 66                 | modifier les données |
| Tarn                      | 81         | 5 758,00         | 396 168 (2022)                    | 69                 | modifier les données |

## Histoire
- 1790 : création du département du Tarn avec cinq districts : Albi, Castres, Gaillac, Lacaune, Lavaur
- 1797 : le chef-lieu du département est déplacé de Castres à Albi
- 1800 : création des arrondissements : Albi, Castres, Gaillac, Lavaur
- 1829 : transfert des communes de Labruguière-Bézacoul, Massals et Miolles de l'arrondissement de Castres vers l'arrondissement d'Albi.
- 1926 : suppression des arrondissements de Gaillac (rattaché à Albi) et Lavaur (rattaché à Castres)